# Mgła (film 2005)
Mgła (ang. The Fog)  – amerykański horror z 2005 roku wyreżyserowany przez Ruperta Wainwrighta. Jest to remake filmu Mgła z 1980 roku w reżyserii Johna Carpentera. Oryginalną ścieżkę dźwiękową nagrał Graeme Revell.

## Fabuła
Amerykańskie miasteczko Antonio Bay zostaje nawiedzone przez duchy ofiar umyślnie zatopionego sto lat wcześniej statku przewożącego trędowatych. Duchy przybywają z zaświatów, by zemścić się na potomkach sprawców ograbienia i utopienia pasażerów.

## Obsada
- Tom Welling – Nick Castle
- Maggie Grace – Elizabeth Williams
- Selma Blair – Stevie Wayne
- DeRay Davis – Brett Spooner
- Kenneth Welsh – Tom Malone
- Rade Šerbedžija – kapitan Blake
- Adrian Hough – ojciec Malone
- Sara Botsford – Kathy Williams
- Cole Heppell – Andy Wayne
- Mary Black – ciotka Connie
- Jonathon Young – Dan, meteorolog
- R. Nelson Brown – Machen
- Meghan Heffern – Brandy
- Matthew Currie Holmes – Sean
- Alex Bruhanski – Hank Jones

i inni.